# Michael Rezendes
Michael Rezendes (Bangor) é um  policial e repórter investigativo estadunidense.
Recebeu o Prémio Pulitzer de Serviço Público em 2003 pelo seu trabalho no The Boston Globe contra acusações à Igreja Católica Romana. Além disso, Rezendes trabalhou em outros jornais, como The Washington Post e San Jose Mercury News.
Michael Rezendes é descendente de portugueses açorianos, oriundos de Água Retorta, em São Miguel.